# Jászfényszaru
Jászfényszaru is een plaats (város) en gemeente in het Hongaarse comitaat Jász-Nagykun-Szolnok. Jászfényszaru telt 5907 inwoners (2008).